# ガールフレンド（仮） キャラクターソングシリーズ
『ガールフレンド（仮） キャラクターソングシリーズ』（ガールフレンド かっこかり キャラクターソングシリーズ）は、2016年12月21日よりポニーキャニオンからリリースされているキャラクターソングCDシリーズ。

## 概要
Amebaで提供されているソーシャルゲーム『ガールフレンド（仮）』のキャラクターソングシリーズ。
リズムゲーム『ガールフレンド（♪）』でプレイできる楽曲のほか、テレビアニメ版のBlu-ray&DVDの特典CDの楽曲も収録されている。

## Vol.01
2016年12月21日発売。
収録曲
1. Now On Stage!!
歌：nonet[メンバー 1]
作詞・作曲・編曲：kz
Webアニメ『ガールフレンド（♪）』オープニングテーマ
アニメのメインテーマのような学園物の青春感、友情感を大切にしてほしいとオーダーがあり、高校生らしい「ノリと勢いだけでやっちゃいました」という感じを出せる曲にしようと考えた。BメロではPPPHが入りやすい、追っかけのコーラスもファンが一緒に歌って盛り上げるとライブを意識した曲[2]。詞は放課後や黒板といった高校を意識したフレーズが織り込まれている[3]。
2. Believe Myself
歌：椎名心実（佐藤聡美）
作詞：利根川貴之、作曲・編曲：北川勝利
メロンパンを強くイメージした曲で、詞は凄くポジティブだが最後に「でしょうか？」というキメで心実の奥ゆかしさを表現している[4]。
3. 二人で綴る物語
歌：村上文緒（名塚佳織）
作詞：仰木日向、作曲・編曲：中西亮輔
囁くような歌声で本では読んだことのない胸の高鳴りが表現されているバラード。詞は図書室の決まった席に座るキミとの無言の恋が描かれており、見つめ合ったり、星を一緒に観たり、好きな人と過ごす「たとえば」な妄想が詰まっている。文緒の魅力を引き出すため楽曲より詞が先に制作された。詞に何度も登場する「たとえば」には微妙に変化していく文緒の心の動きを読み取っていくとより楽しめる楽曲[5]。
4. 乙女無双クロエ譚
歌：クロエ・ルメール（丹下桜）
作詞：丹下桜、作曲・編曲：bassy
5. 清く正しく？ School Days
歌：聖櫻カウンシル[メンバー 2]
作詞：利根川貴之、作曲・編曲：中島靖雄
6. 巡る巡る生徒会Days
歌：鴫野睦（津田美波）
作詞・作曲・編曲：熊木敏光
生徒会での慌ただしい日々を描くアップテンポの曲。当初はもっとヘビーでクール系のメロディ、音作りであったが、鴫野のイメージと合わせる事がなかなか上手くいかなかったため、何度も作り直した。サビのリズムが早いので、レコーディング時は鴫野の声を保ちながら早いフレーズに声を乗せるのに津田は苦労した[6]。
7. Tell me your secret
歌：神楽坂砂夜（寿美菜子）
作詞・作曲・編曲：ARCHITECT
8. Wake Up My Love -オトメノジュンジョウ-
歌：櫻井明音（佐藤利奈）
作詞：SAKI、作曲・編曲：新屋豊
明音が片思いの彼の前で一喜一憂するポップソング。アップテンポな曲調で放送部ではつらつとした姿を描いている。詞はあと一歩が踏み出せない乙女の純情を丁寧に描いており、恋愛に不慣れな普段の明音とのギャップを出している[7]。Bメロに早口言葉のテイスト16分音符を使ったフレーズを入れている。エールを送る、人に呼び掛けているイメージを盛り込んでいる[7]。
9. Winter Chime
歌：nonet[メンバー 1]
作詞：たなかまゆ、作曲・編曲：冨田恵一
8人が歌うことから曲作りに着想し、コーラスを多く盛り込みたいとオーダーを貰った。冨田は声優の楽曲を坂本真綾の楽曲以外をほとんど手掛けていなかったので、チャレンジなことをすると感じた。メインボーカルは声優、コーラスは専門のボーカリストが行うのが一般的であるが、8人の声優が歌うことからコーラスも全て声優にやってもらうことになった。冬の曲かつアッパーな曲というオーダーがあり、そこにある種の切なさを盛り込んでいった[8]。
10. ニッポンは興味深いのです。
歌：エトワール[メンバー 3]
作詞：利根川貴之、作曲・編曲：中塚武
11. Blooming Days
歌：加賀美茉莉（釘宮理恵）
作詞：利根川貴之、作曲・編曲：北川勝利
12. 贈りたいもの
歌：笹原野々花（戸松遥）
作詞：利根川貴之、作曲・編曲：坂和也、編曲：Wicky.Recordings
13. その時、Fantastic Girl!
歌：見吉奈央（内田真礼）
作詞・作曲：利根川貴之、作曲・編曲：坂和也、編曲：Wicky.Recordings
14. 世界に一つのどこにもない物語
歌：チーム・シンデレラ[メンバー 4]
作詞：yuiko、作曲・編曲：伊藤翼
Webアニメ『ガールフレンド（♪）』エンディングテーマ（Stage1、2）

## Vol.02
2017年2月15日発売。
収録曲
1. あなただけのメゾンドクチュール
歌：メゾンドクチュール[メンバー 5]
作詞：利根川貴之、作曲・編曲：中島靖雄
2. One step!
歌：オートフォーカス[メンバー 6]
作詞：maimie、作曲・編曲：依田和夫
3. ココロ自由宣言
歌：戸村美知留（阿澄佳奈）
作詞：利根川貴之、作曲・編曲：Dr.Usui、編曲：Wicky.Recordings
アクティブな美知留の魅力が詰まったロックナンバー。マニュアル通りの価値観にとらわれない美知留の独特な感性が力強く歌われている。自然体の自分を全力で愛しながら突っ走る美知留の持ち前のポジティブさが表れた歌詞と歌声は聴いているだけで元気を貰える。サビを彩る「ねえねえ」というフレーズは中毒性抜群。戸村美知留の元気で弾けたキャラクターをサビと間奏で表現している。ハイテンションなサビが更に映えて聴こえるようシリアスなAメロから、ちょっぴり泥臭いBメロへというストーリーがつけられている[5]。
4. 柑橘系のエトセトラ
歌：葉月柚子（石原夏織）
作詞・作曲：利根川貴之、作曲・編曲：坂和也、編曲：Wicky.Recordings
青春のキラキラさを感じさせるアップテンポなサウンドにフレッシュなボーカルが融合した楽曲。柚子の学園生活の楽しさを描いた詞であり、柚子が走りだしまさに青春しているイメージの疾走感溢れる様子を描いている[10]。
5. クレイジーファインダー
歌：望月エレナ（原田ひとみ）
作詞・作曲・編曲：ピノキオピー
6. ないしょのパ〜ティ〜タイム♪
歌：優木苗（日高里菜）
作詞：yuiko、作曲・編曲：Meis Clauson
7. はれるかなぁ
歌：椎名心実（佐藤聡美）
作詞・作曲・編曲：新屋豊
テレビアニメ『ガールフレンド（仮）』エンディングテーマ
何気ない毎日の眩しさを描いているバラード。友人とのお喋りや好物のメロンパンにかぶりつく様などその瞬間瞬間の眩しさを描いている。心実を中心にみんなが集って来るイメージ。『ガールフレンド（仮）』自体を応援して欲しいという思いも込められている[11]。
8. Border Line
歌：加賀美茉莉（釘宮理恵）
作詞：利根川貴之、作曲・編曲：Dr.Usui、編曲：Wicky.Recordings
茉莉が素直な気持ちを打ち明ける瞬間の境界線を描いている曲。デジタルなダンスサウンドに甘いボーカルが絶妙にマッチしている。詞で描かれる「夜と朝」、「海と空」をつなぐ境界線。そんな情景と曲の浮遊感が切ない気持ちにさせられる[10]。
9. もっともっとJUMP!
歌：春宮つぐみ（高垣彩陽）
作詞：利根川貴之、作曲・編曲：Dr.Usui、編曲：Wicky.Recordings
つぐみらしい爽やかな曲。高い音程が続く曲なのでレコーディング時に高垣はつぐみの声を維持して歌うことに苦労した[12]。
10. 栞
歌：村上文緒（名塚佳織）
作詞：利根川貴之、作曲・編曲：川嶋可能
読書をテーマにしたミドルテンポのバラード。お気に入りの1冊をベンチで読みふけるシーンを穏やかなメロディで表現している。恋愛要素を感じさせる「二人で綴る物語」とは対照的に、本を読むのが大好きな文緒の気持ちを描いている[13]。
11. スキャンダルは如何？
歌：神楽坂砂夜（寿美菜子）
作詞：仰木日向、作曲：新屋豊、編曲：熊木敏光
大人のムード漂うサウンドと砂夜のセクシーな歌声にドキドキさせられる曲。刺激的な何かを期待している様を描いており、まさにスキャンダルな詞になっている。「オフレコ」や「言質」など新聞部らしいフレーズが散りばめられている。高校生らしさを残しつつ大人っぽい曲であるので、レコーディングでは寿に「こんなに大人っぽくていいんですか？」と言われた。メロディが16分音符で早く動き跳躍も多い[11]。
12. 小さなカフェのあの席で
歌：笹原野々花（戸松遥）
作詞：熊木敏光、作曲・編曲：新屋豊
実家の喫茶店で気になるあの子が訪れるのを待ちわびる野々花の恋心をふんわりと歌っている。一緒に肩を並べてコーヒーを飲む、お気に入りのケーキを半分こするなどの野々花の妄想を描いている。サビでは甘く切ないメロディのリフレインが響く。「透明感のある、優しいポップス」というテーマの元作曲され、ビート的に四つ打ちが採用されている。その中で癒し系、優しい雰囲気を作れる音色を選ぶのに苦労した。サビの転調はいつのまにか転調していたとなるようなバランスを意識している[7]。
13. Rotate the World
歌：篠宮りさ（日笠陽子）
作詞・作曲・編曲：伊藤翼、ZENTA
14. 夢中トラベラー
歌：天都かなた（井上喜久子）
作詞：利根川貴之、作曲・編曲：坂和也、編曲：Wicky.Recordings
15. 夢色ダイアリー
歌：夢色ダイアリー[メンバー 7]
作詞・作曲・編曲：伊藤翼

## Vol.03
2017年3月15日発売。
収録曲
1. HAJIけてシナプス☆シナモンロール
歌：にゅーろん★くりぃむそふと[メンバー 8]
作詞：hotaru、作曲・編曲：Tom-H@ck、編曲：奈良悠樹
Webアニメ『ガールフレンド（♪）』エンディングテーマ（Stage3）
2. Nothing Funny at all
歌：黒川凪子（後藤沙緒里）
作詞：仰木日向、作曲・編曲：ZENTA
3. ペンタトニック・ラブ
歌：江藤くるみ（洲崎綾）
作詞・作曲・編曲：沖井礼二（TWEEDEES）
くるみが劇中でバンドを組んでいるキャラクターであるので、沖井自身の高校時代にギターを始めた頃の気持ちが組み込まれている[4]。
4. Precious note
歌：風町陽歌（早見沙織）
作詞：riya（eufonius）、作曲・編曲：菊地創（eufonius）
透明感がありみずみずしい印象の曲であり、詞も「水滴」、「光」をイメージさせる[15]。
5. 響け！ どれみ♪
歌：朝比奈桃子（小倉唯）
作詞：熊木敏光、作曲・編曲：新屋豊
変幻自在のリズミカルなサウンドに、スウィートな歌声が織り込まれた楽曲。ほんのりジャジーな曲調の中で、金属系打楽器の音色がきらめきを放っている。「♪」が遊園地で遊んでいるような光景をイメージしながら作曲された。様々なアトラクションを巡っていくかのように、楽曲のなかに様々な構成を盛り込んでいる。小倉の歌声だけでなく、演技に近いエネルギーを引き出すため、あえてセリフっぽく歌うフレーズを入れている[11]。
6. 楽しきトキメキ
歌：にゅーろん★くりぃむそふと[メンバー 8]
作詞・作曲・編曲：新屋豊
テレビアニメ『ガールフレンド（仮）』オープニングテーマ
女の子が未来に向かって突き進む様子が描かれている疾走感溢れるバンドサウンド[16]。「きみの声が、僕を強くする」というキャッチコピーから着想し、歌詞は学園生活の楽しさを想起させるようなフレーズを盛り込み、作曲ではそれぞれのキャラクターに応援されている様子を描いている[16]。曲調はポップロックであり、「パパパン！」などのにぎやかなフレーズが盛り込まれている。5人の声優のそれぞれの音域とキャラクターらしさを出すのに苦労した[16]。
7. STAND BY OK!
佐伯鞠香（伊藤かな恵）
作詞：利根川貴之、作曲・編曲：小野雄紀
8. Hey You! 相棒
歌：鈴河凜乃（加藤英美里）
作詞：利根川貴之、作曲・編曲：中島靖雄
9. 進化系girl
歌：にゅーろん★くりぃむそふと[メンバー 8]
作詞・作曲・編曲：新屋豊
10. brand−new magic days
歌：新垣雛菜（米澤円）
作詞：maimie、作曲・編曲：Johnny.k
11. Seasons of Silence
歌：篠宮りさ（日笠陽子）
作詞：仰木日向、作曲・編曲：石塚玲依
放課後の静かなひとときを描いたミドルナンバー。過ぎゆく季節を見つめるような切ない視線を詞に描き、澄んだ歌声をメロディアスに響き渡せている。生徒会メンバーに語りかけるようなフレーズが印象的であり、サビのメロディに織り込まれたファルセットが心震わされる[6]。
12. ネジクルパーティクル
歌：螺子川来夢（豊崎愛生）
作詞・作曲・編曲：sasakure.UK
13. 手紙を書くの
歌：八束由紀恵（今井麻美）
作詞・作曲：利根川貴之、作曲：坂和也、編曲：中島靖雄
14. ハーモナイズ
歌：ゆずもも[メンバー 9]
作詞・作曲・編曲：kz

## Vol.04
2017年4月19日発売。
収録曲
1. 君の手
歌：鳳[メンバー 10]
作詞：利根川貴之、作曲・編曲：Dr.Usui、編曲：Wicky.Recordings
2. 初恋中間考査
歌：遠山未涼（前田玲奈）
作詞・作曲・編曲：40mP
3. にょきにょきデンパシー（♪）
歌：姫島木乃子（水橋かおり）
作詞・作曲・編曲：sasakure.UK
4. 嵯峨椿トライアングル
歌：スカーレット・カメリア[メンバー 11]
作詞：土橋亜希、作曲・編曲：ZENTA
5. Shining Ray
歌：フローラ・フローレ[メンバー 12]
作詞・作曲・編曲：八王子P
6. 彩花囃子（イロドリハナバヤシ）
歌：不知火五十鈴（悠木碧）
作詞・作曲：仰木日向、編曲：伊藤翼
7. おやすみダーリン
歌：見吉奈央（内田真礼）
作詞：熊木敏光、作曲・編曲：新屋豊
8. 笑顔のすゝめ
歌：橘響子（新谷良子）
作詞：maimie、作曲・編曲：平松健治
9. はるかかなたで夢見ましょ
歌：天都かなた（井上喜久子）
作詞・作曲：利根川貴之、作曲：坂和也、編曲：Wicky.Recordings
弾むような音色のサウンドのふんわりポップス。無邪気に「うふふ」と微笑んだり、「かしら？」と問いかけたり、随所に織り込まれたセリフが可愛らしく、天然お姉さん系のかなたの魅力が詰まっている。なるべく転調を少なくし、音域の上下の幅を1オクターブくらいに収める事を意識して作曲された[5]。
10. 今輝く日々
歌：ランチタイムデザート[メンバー 13]
作詞・作曲：利根川貴之、作曲：Dr.Usui、編曲：Wicky.Recordings
11. たらこのパスタ
歌：花房優輝（麻倉もも）
作詞：NOBE、作曲・編曲：村カワ基成
12. オリジナル☆クリスマス♪
歌：チーム Merry Xmas![メンバー 14]
作詞：稲葉エミ、作曲・編曲：小森茂生
13. 未来Episode
歌：夏目真尋（茅原実里）
作詞：仰木日向、作曲：伊藤翼、編曲：中西亮輔
ピアノからはじまるシンフォニックサウンドに真尋の優しいボーカルが絡んでいるロマン溢れる曲。サビでは雰囲気が一変し、開放感あふれる曲に伸びやかなボーカルが響き渡る。詞は真尋が内緒で書いている恋愛小説を覗き見しているような内容。編曲はデモ音源から全体の雰囲気を「冬」、「憧れ」、「恋愛」的な要素が加えられている[18]。
14. フルーツバスケットの世界
歌：小日向いちご（竹達彩奈）
作詞・作曲・編曲：沖井礼二（TWEEDEES）
制作では沖井が竹達と相談して曲作りに入った。これは演じている本人がキャラクターについて一番理解していると思ったため。竹達からはいちごはふんわりした子であるので沖井が普段手掛けるアッパーな曲ではなく、あまり書かないようなふんわりとした曲に仕上がった[4]。

## Vol.05
2017年5月17日発売。
収録曲
1. 二人で旅にでる理由は？
歌：アイリス[メンバー 15]
作詞：利根川貴之、作曲・編曲：北川勝利、編曲：山本真央樹
2. 100%フレッシュ
歌：小日向いちご（竹達彩奈）
作詞：ミュ〜コミ+リスナーズ、作曲：利根川貴之、作曲・編曲：坂和也、編曲：Wicky.Recordings
ニッポン放送のラジオ番組『ミューコミ+』の企画で詞が制作された曲。レコーディング時は『ミューコミ+』のスタッフも立ち会った[20]。
3. 青春短水路
歌：すいすいキャット[メンバー 16]
作詞・作曲・編曲：金剛地武志
4. 俺の心が燃えているのさ…！ 〜宮内のテーマ〜
歌：宮内希（広橋涼）
作詞：仰木日向、作曲・編曲：伊藤翼
5. 甘利の生贄スプラッター
歌：甘利燈（赤﨑千夏）
作詞：仰木日向、作曲・編曲：石塚玲依
6. Gimme Your Reply
歌：小泉由佳（豊田萌絵）
作詞・作曲・編曲：Shouya Koyumi
7. ふわり*ススメ
歌：フレッシュあらもーど[メンバー 17]
作詞：yuiko、作曲・編曲：Meis Clauson
8. おさんぽDreamin'
歌：長谷川美卯（内田彩）
作詞・作曲・編曲：山下智輝
9. ココロセンチ
歌：柊真琴（荒川美穂）
作詞・作曲・編曲：やしきん
10. まみむめそ
歌：森園芽以（三上枝織）
作詞・作曲・編曲：DECO*27、編曲：KTG
11. コイビトマフラー
歌：優木苗（日高里菜）
作詞：仰木日向、作曲・編曲：新屋豊
12. そよ風のピルエット
ユーリヤ・ヴャルコワ（上坂すみれ）
作詞：仰木日向、作曲：石塚玲依、編曲：佐々木秀尚
13. 夢のはなし
歌：夢前春瑚（茅野愛衣）
作詞・作曲：たなかまゆ、編曲：伊藤翼
ある日見た夢について歌っている癒し系ソング。ほんわかしたメロディにウィスパーボイスが合わさり、不思議な夢の世界へと誘う。幻想的な詞でありながら、春瑚のマイペースな感性が散りばめられている[10]。
14. I Say,I Love
歌：シンフォニア[メンバー 18]
作詞：仰木日向、作曲・編曲：服部克久

## Vol.06
2017年6月21日発売。
収録曲
1. せいくらべ
歌：上条るい（渡部優衣）
作詞：maimie、作曲・編曲：Johnny.k
2. 真っ白な未来
歌：真白透子（堀江由衣）
作詞・作曲：利根川貴之、作曲・編曲：坂和也、編曲：Wicky.Recordings
3. Make up! Wake up!
歌：スタイリッシュスタイリング[メンバー 19]
作詞：清浦夏実（TWEEDEES）、作曲・編曲：沖井礼二（TWEEDEES）
4. ロボティクス∞
歌：螺子川来夢（豊崎愛生）
作詞：仰木日向、作曲：松本清隆、編曲：ZENTA
5. ファイト一本！
歌：熊田一葉（佐倉綾音）
作詞：利根川貴之、作曲・編曲：中島靖雄
6. YOUTH
歌：古谷朱里（小清水亜美）
作詞・作曲・編曲：TOKOTOKO
7. 熱中夢中☆Diary
歌：メル[メンバー 20]
作詞：久猫あむ、作曲・編曲：石塚玲依
8. トラブル◎ボタン
歌：押井知（藤田咲）
作詞：仰木日向、作曲：池毅、編曲：伊藤翼
9. そこ・どこ・ここ・きのこ
歌：姫島木乃子（水橋かおり）
作詞：利根川貴之、作曲・編曲：ハヤシベトモノリ
10. Smile Day
歌：相楽エミ（東山奈央）
作詞：仰木日向、作曲・編曲：熊木敏光
落ち込むキミを笑わせようと、大道芸の技を見せてくれる様子を描いているアップテンポなポップス。明るいボーカルにはエミの優しさとひたむきさが込められており、曲中エミが大道芸を披露するセリフが入っている[13]。
11. 全力ヒロイン！
歌：春宮つぐみ（高垣彩陽）
作詞・作曲：福井健太、編曲：熊木敏光
透明感のあるボーカルの正統派ガールズポップ。歌詞は恋に恋するヒロインが王子様を夢見たり、神様にお願いしたり、乙女全開の詞。つぐみが内に秘めている想いが描かれている。楽曲はつぐみのアクティブな面をビート感やメロディの起伏によって表現している[16]。Bメロからサビにかけての加速感は、聴いているだけでつぐみと一緒に走りだしたくなる気持ちになる[16]。
12. ハートエイド
歌：佐伯鞠香（伊藤かな恵）
作詞：仰木日向、作曲・編曲：伊藤翼
13. H.He.Li.Be.B.C.N.O.F.Ne.
歌：湯川基世（金元寿子）
作詞・作曲：たなかまゆ、編曲：伊藤翼
14. 群青とコントレイル
歌：C組カンタービレ[メンバー 21]
作詞・作曲・編曲：ゆうゆ
15. よろしくシネマテレコ
歌：桐山優月（門脇舞以）
作詞・作曲・編曲：sasakure.UK

## Vol.07
2017年7月19日発売。
収録曲
1. とりま、デビューしちゃいますか
歌：かぶきガールズ[メンバー 22]
作詞：丹下桜、作曲・編曲：Johnny.k
2. キャキャキャウフフは止まらない
歌：れもんみるくちょこれーと☆[メンバー 23]
作詞：利根川貴之、作曲・編曲：北川勝利
3. Sewing My MODE
歌：時谷小瑠璃（田村ゆかり）
作詞：仰木日向、作曲・編曲：伊藤翼
ハートが編まれていくような幸福感に溢れる曲。子供っぽい声色から、男子に服を見立てるかのように、これを着てみろ、姿勢を正せとグイグイ引っ張ってくれる内容になっている。Aメロは手芸部のおっしゃれな雰囲気、Bメロは子供っぽさが残るロマンティックな雰囲気、サビはキャッチーで部長としての自信に溢れた感じという小瑠璃のキュートな見た目のギャップを表現している[13]。
4. NPMな彼女デス〜ニッポン萌えな彼女デス〜
クロエ・ルメール（丹下桜）
作詞：丹下桜、作曲：前澤ヒデノリ、編曲：bassy
クロエの日本文化との出会いを描いたデジタルポップ。ハイテンポな電子音と、クロエ独特のイントネーションを感じさせるハイテンションなボーカルがノンストップで駆け抜けて行く。オーダーは「クロエに電波系」であったため、前澤は驚きつつ作曲を手掛けた。クロエらしさを出すために合いの手的なセリフが上手く入るように、メロディのすき間を意識した。丹下が詞が上げた際に作詞上の都合でサビ頭のメロディが変更になった[18]。
5. どろりん！ゆららいふ
歌：三嶋ゆらら（福原香織）
作詞・作曲・編曲：DECO*27、編曲：kous、Michica Yo
6. オカルティック雑技団
歌：サバトちぇーんそー[メンバー 24]
作詞：利根川貴之、作曲・編曲：中島靖雄
7. 筆始めブルース
歌：皆藤蜜子（たかはし智秋）
作詞：haru、作曲：前澤ヒデノリ、編曲：寺西誠、P903
8. 成りて花一匁
歌：飛原鋭子（伊藤静）
作詞：仰木日向、作曲・編曲：ZENTA
9. ティーアップ！
歌：玉井麗巳（下屋則子）
作詞：仰木日向、作曲・編曲：石塚玲依
10. あなたにエール
歌：浅見景（伊藤美来）
作詞：たなかまゆ、作曲：杉本清隆、編曲：白石和也
11. 妄想♥モーション
歌：望月エレナ（原田ひとみ）
作詞・作曲・編曲：新屋豊
12. Sketch
歌：千代浦あやめ（小松未可子）
作詞・作曲・編曲：SAWA
13. 箱庭ラビリンス
歌：栢嶋乙女（内山夕実）
作詞：利根川貴之、作曲・編曲：平田博信（Swinging Popsicle）
14. One day…
歌：有栖川小枝子（中原麻衣）
作詞：利根川貴之、作曲・編曲：平田博信（Swinging Popsicle）
15. Brand New Days♪
歌：パステルマカロン[メンバー 25]
作詞：高瀬愛虹、作曲・編曲：伊藤翼

## BD、DVD特典CD
Vol.1
2015年1月21日発売。
1. 楽しきトキメキ
歌：にゅーろん★くりぃむそふと[メンバー 8]
作詞・作曲・編曲：新屋豊
テレビアニメ『ガールフレンド（仮）』オープニングテーマ
2. はれるかなぁ
歌：椎名心実（佐藤聡美）
作詞・作曲・編曲：新屋豊
テレビアニメ『ガールフレンド（仮）』エンディングテーマ
3. 進化系Girl
歌：にゅーろん★くりぃむそふと[メンバー 8]
作詞・作曲・編曲：新屋豊
テレビアニメ『ガールフレンド（仮）』第9話挿入歌
作詞・作曲・編曲：新屋豊
4. 二人で綴る物語
歌：村上文緒（名塚佳織）
作詞：仰木日向、作曲・編曲：中西亮輔
5. NPMな彼女デス〜ニッポン萌えな彼女デス〜
歌：クロエ・ルメール（丹下桜）
作詞：丹下桜、作曲：前澤ヒデノリ、編曲：bassy

Vol.2
1. 妄想♥モーション
歌：望月エレナ（原田ひとみ）
作詞・作曲・編曲：新屋豊
2. Smile Day
歌：相楽エミ（東山奈央）
作詞：仰木日向、作曲・編曲：熊木敏光
3. 全力ヒロイン！
歌：春宮つぐみ（高垣彩陽）
作詞・作曲：福井健太、編曲：熊木敏光
4. 響け！ どれみ♪
歌：朝比奈桃子（小倉唯）
作詞：熊木敏光、作曲・編曲：新屋豊
5. 柑橘系のエトセトラ
歌：葉月柚子（石原夏織）
作詞・作曲：利根川貴之、作曲・編曲：坂和也、編曲：Wicky.Recordings
6. 未来Episode
歌：夏目真尋（茅原実里）
作詞：仰木日向、作曲：伊藤翼、編曲：中西亮輔

Vol.3
1. Wake Up My Love -オトメノジュンジョウ-
歌：櫻井明音（佐藤利奈）
作詞：SAKI、作曲・編曲：新屋豊
2. スキャンダルは如何？
歌：神楽坂砂夜（寿美菜子）
作詞：仰木日向、作曲：新屋豊、編曲：熊木敏光
3. コイビトマフラー
歌：優木苗（日高里菜）
作詞：仰木日向、作曲・編曲：新屋豊
4. おやすみダーリン
歌：見吉奈央（内田真礼）
作詞：熊木敏光、作曲・編曲：新屋豊
5. 夢のはなし
歌：夢前春瑚（茅野愛衣）
作詞・作曲：たなかまゆ、編曲：伊藤翼
6. Seasons of Silence
歌：篠宮りさ（日笠陽子）
作詞：仰木日向、作曲・編曲：石塚玲依

Vol.4
1. 小さなカフェのあの席で
歌：笹原野々花（戸松遥）
作詞：熊木敏光、作曲・編曲：新屋豊
2. ロボティクス∞
歌：螺子川来夢（豊崎愛生）
作詞：仰木日向、作曲：松本清隆、編曲：ZENTA
3. はるかかなたで夢見ましょ
歌：天都かなた（井上喜久子）
作詞・作曲：利根川貴之、作曲：坂和也、編曲：Wicky.Recordings
4. 巡る巡る生徒会Days
歌：鴫野睦（津田美波）
作詞・作曲・編曲：熊木敏光
5. ココロ自由宣言
歌：戸村美知留（阿澄佳奈）
作詞：利根川貴之、作曲・編曲：Dr.Usui、編曲：Wicky.Recordings
6. Sewing My MODE
歌：時谷小瑠璃（田村ゆかり）
作詞：仰木日向、作曲・編曲：伊藤翼

### ユニットメンバー
1. 1 2  朝比奈桃子（小倉唯）、神楽坂砂夜（寿美菜子）、椎名心実（佐藤聡美）、櫻井明音（佐藤利奈）、クロエ・ルメール（丹下桜）、鴫野睦（津田美波）、村上文緒（名塚佳織）、風町陽歌（早見沙織）
2. ↑  天都かなた（井上喜久子）、鴫野睦（津田美波）、篠宮りさ（日笠陽子）
3. ↑  クロエ・ルメール（丹下桜）、ユーリャ・ヴァルコワ（上坂すみれ）
4. ↑  朝比奈桃子（小倉唯）、久仁城雅（斎藤千和）、椎名心実（佐藤聡美）、クロエ・ルメール（丹下桜）、神楽坂砂夜（寿美菜子）、鴫野睦（津田美波）
5. ↑  時谷小瑠璃（田村ゆかり）、優木苗（日高里菜）、見吉奈央（内田真礼）
6. ↑  望月エレナ（原田ひとみ）、村上文緒（名塚佳織）
7. ↑  春宮つぐみ（高垣彩陽）、夏目真尋（茅原実里）
8. 1 2 3 4 5  風町陽歌（早見沙織）、黒川凪子（後藤沙緒里）、蓬田菫（五十嵐裕美）、朝比奈桃子（小倉唯）、江藤くるみ（洲崎綾）
9. ↑  葉月柚子（石原夏織）、朝比奈桃子（小倉唯）
10. ↑  朝門春日（種田梨沙）、久仁城雅（斎藤千和）、牧瀬昴（小岩井ことり）
11. ↑  アネット・オルガ・唐澤（M・A・O）、豊永日々喜（野中藍）、三条八重（植田佳奈）
12. ↑  小泉由佳（豊田萌絵）、遠山未涼（前田玲奈）、花房優輝（麻倉もも）
13. ↑  佐伯鞠香（伊藤かな恵）、相楽エミ（東山奈央）、椎名心実（佐藤聡美）
14. ↑  風町陽歌（早見沙織）、久仁城雅（斎藤千和）、反町牡丹（井口裕香）、アネット・オルガ・唐澤（M・A・O）、高良美空（芹澤優）
15. ↑  不知火五十鈴（悠木碧）、夢前春瑚（茅野愛衣）
16. ↑  鈴河凜乃（加藤英美里）、君嶋里琉（田村睦心）
17. ↑  小日向いちご（竹達彩奈）、柊真琴（荒川美穂）、森園芽以（三上枝織）、山野こだま（南里侑香）
18. ↑  有栖川小枝子（中原麻衣）、白鳥詩織（高橋美佳子）、新田萌果（村田知沙）、雪風真弥（斎藤楓子）
19. ↑  新垣雛菜（米澤円）、見吉奈央（内田真礼）
20. ↑  加賀美茉莉（釘宮理恵）、相楽エミ（東山奈央）、鈴河凜乃（加藤英美里）
21. ↑  熊田一葉（佐倉綾音）、櫻井明音（佐藤利奈）、春宮つぐみ（高垣彩陽）、八束由紀恵（今井麻美）
22. ↑  浅見景（伊藤美来）、天都かなた（井上喜久子）、皆藤蜜子（たかはし智秋）、クロエ・ルメール（丹下桜）
23. ↑  浅見景（伊藤美来）、一色愛瑠（内田愛美）、望月エレナ（原田ひとみ）
24. ↑  赤瀬川摩姫（桑門そら）、甘利燈（赤﨑千夏）、三嶋ゆらら（福原香織）
25. ↑  笹原野々花（戸松遥）、椎名心実（佐藤聡美）